# Erigorgus borealis
Erigorgus borealis là một loài tò vò trong họ Ichneumonidae.